# Ousmane Diomande
Ousmane Diomande (Abidjan, 4 december 2003) is een Ivoriaans voetballer die doorgaans speelt als centrale verdediger. In januari 2023 verruilde hij FC Midtjylland voor Sporting CP. Diomande maakte in 2023 zijn debuut in het Ivoriaans voetbalelftal.

## Clubcarrière
Diomande speelde bij Olympic Sport Abobo en werd in januari 2020 door FC Midtjylland naar Denemarken gehaald om daar in de jeugdopleiding te gaan spelen. Voordat hij zijn debuut voor Midtjylland zou maken, vertrok hij op huurbasis naar CD Mafra, uitkomend op het tweede niveau van Portugal. In de eerste seizoenshelft kwam Diomande tot zeventien officiële optredens, voor hij in de winterstop teruggehaald werd en direct definitief vertrok bij Midtjylland.
Hij verkaste voor een bedrag van circa zevenenhalf miljoen euro naar Sporting CP, waar hij zijn handtekening zette onder een verbintenis voor de duur van vierenhalf jaar. Zijn debuut maakte hij op 6 februari 2023, toen in de Primeira Liga met 0–1 gewonnen werd van Rio Ave door een doelpunt van Youssef Chermiti. Hij mocht hier van coach Rúben Amorim twee minuten voor het einde van de wedstrijd invallen voor Matheus Reis. Diomande maakte zijn eerste doelpunt voor Sporting op 21 mei 2023, in het eigen Estádio José Alvalade tegen Benfica. Na de openingsgoal van Francisco Trincão verdubbelde hij op aangeven van Nuno Santos de voorsprong. Het werd uiteindelijk 2–2 door doelpunten van Fredrik Aursnes en João Neves. Aan het einde van het seizoen 2023/24 kroonde hij zich met Sporting tot Portugees landskampioen.

## Clubstatistieken
| Seizoen | Club           | Competitie    | Competitie | Competitie | Beker | Beker | Internationaal | Internationaal | Totaal | Totaal |
| Seizoen | Club           | Competitie    | Wed.       | Dlp.       | Wed.  | Dlp.  | Wed.           | Dlp.           | Wed.   | Dlp.   |
| ------- | -------------- | ------------- | ---------- | ---------- | ----- | ----- | -------------- | -------------- | ------ | ------ |
| 2021/22 | FC Midtjylland | Superligaen   | 0          | 0          | 0     | 0     | 0              | 0              | 0      | 0      |
| 2022/23 | → CD Mafra     | Segunda Liga  | 13         | 0          | 4     | 1     | —              | —              | 17     | 1      |
| 2022/23 | Sporting CP    | Primeira Liga | 13         | 1          | 0     | 0     | 4              | 0              | 17     | 1      |
| 2023/24 | Sporting CP    | Primeira Liga | 26         | 2          | 4     | 0     | 8              | 1              | 38     | 3      |
| 2024/25 | Sporting CP    | Primeira Liga | 7          | 0          | 1     | 0     | 2              | 0              | 10     | 0      |
| Totaal  | Totaal         | Totaal        | 59         | 3          | 9     | 1     | 14             | 1              | 82     | 5      |

Bijgewerkt op 3 oktober 2024.

## Interlandcarrière
Diomande debuteerde op 9 september 2023 in het Ivoriaans voetbalelftal. Op die dag werd in het Stade Laurent Pokou met 1–0 gewonnen van Lesotho door een doelpunt van Ibrahim Sangaré. Diomande mocht van coach Jean-Louis Gasset in de basis beginnen en hij speelde het gehele duel mee. De andere Ivoriaanse debutanten dit duel waren Yahia Fofana (Angers SCO), Evan N'Dicka (AS Roma) en Oumar Diakité (Stade Reims).
In december 2023 werd Diomande door Gasset opgenomen in de selectie van Ivoorkust voor het uitgestelde Afrikaans kampioenschap 2023. Tijdens de voorbereiding op dat toernooi kwam hij voor het eerst tot scoren, tegen Sierra Leone. Hij opende in de negentiende minuut de score, waarna teamgenoten Franck Kessié, Jonathan Bamba, Jérémie Boga en Lazare Amani en tegenstander Rodney Michael tot scoren kwamen: 5–1. Op het toernooi ging Ivoorkust door na een overwinning op Guinee-Bissau (2–0) en nederlagen tegen Nigeria (0–1) en Equatoriaal Guinee (4–0). Hierna werden achtereenvolgens Senegal (1–1, 4–5 na strafschoppen), Mali (1–2 na verlenging) en Congo-Kinshasa (1–0) uitgeschakeld. In de finale werd met 1–2 gewonnen van Nigeria, waardoor Ivoorkust Afrikaans kampioen werd. Diomande speelde alleen in de eerste twee wedstrijden. Zijn toenmalige clubgenoot Geny Catamo (Mozambique) was ook actief op het toernooi.
| Interlands van Ousmane Diomande voor Ivoorkust | Interlands van Ousmane Diomande voor Ivoorkust | Interlands van Ousmane Diomande voor Ivoorkust | Interlands van Ousmane Diomande voor Ivoorkust | Interlands van Ousmane Diomande voor Ivoorkust | Interlands van Ousmane Diomande voor Ivoorkust |
| №                                              | Datum                                          | Wedstrijd                                      | Uitslag                                        | Competitie                                     | Goals                                          |
| Als speler bij Sporting CP                     | Als speler bij Sporting CP                     | Als speler bij Sporting CP                     | Als speler bij Sporting CP                     | Als speler bij Sporting CP                     | Als speler bij Sporting CP                     |
| ---------------------------------------------- | ---------------------------------------------- | ---------------------------------------------- | ---------------------------------------------- | ---------------------------------------------- | ---------------------------------------------- |
| 1                                              | 9 september 2023                               | Ivoorkust – Lesotho                            | 1 – 0                                          | AK 2023 kwalificatie                           |                                                |
| 2                                              | 12 september 2023                              | Ivoorkust – Mali                               | 0 – 0                                          | Vriendschappelijk                              |                                                |
| 3                                              | 14 oktober 2023                                | Ivoorkust – Marokko                            | 1 – 1                                          | Vriendschappelijk                              |                                                |
| 4                                              | 17 oktober 2023                                | Ivoorkust – Zuid-Afrika                        | 1 – 1                                          | Vriendschappelijk                              |                                                |
| 5                                              | 6 januari 2024                                 | Ivoorkust – Sierra Leone                       | 5 – 1                                          | Vriendschappelijk                              | 19'                                            |
| 6                                              | 13 januari 2024                                | Ivoorkust – Guinee-Bissau                      | 2 – 0                                          | AK 2023                                        |                                                |
| 7                                              | 18 januari 2024                                | Ivoorkust – Nigeria                            | 0 – 1                                          | AK 2023                                        |                                                |
| 8                                              | 23 maart 2024                                  | Ivoorkust – Benin                              | 2 – 2                                          | Vriendschappelijk                              |                                                |

Bijgewerkt op 3 oktober 2024.

## Erelijst
| Competitie              |             |             |             |             |
| Competitie              | Aantal      | Jaren       |             |             |
| Sporting CP             | Sporting CP | Sporting CP | Sporting CP | Sporting CP |
| ----------------------- | ----------- | ----------- | ----------- | ----------- |
| Primeira Liga           | 1           | 2023/24     |             |             |
| Ivoorkust               |             |             |             |             |
| Afrikaans kampioenschap | 1           | 2023        |             |             |